# مقاطعة غرينجر (تينيسي)
مقاطعة غرينجر (بالإنجليزية: Grainger County, Tennessee)‏ هي إحدى مقاطعات ولاية تينيسي في الولايات المتحدة. ، وتبلغ مساحتها 783 كم2، بلغ عدد سكانها 22657 نسمة في عام 2010 حسب إحصاء مكتب تعداد الولايات المتحدة وتصل الكثافة السكانية فيها 28 نسمة/كم2.

## أعلام
- جون ك. شيلدز
- صموئيل بانش

## وصلات خارجية
- graingertn.com